# Gilbert Imlay
Gilbert Imlay (9 février 1754 – 20 novembre 1828) est un officier de la guerre d'indépendance américaine, un homme d'affaires et un auteur. Il a une brève liaison avec Mary Wollstonecraft, avec qui il a une fille, Fanny Imlay.

## Les débuts
Gilbert Imlay sert dans la guerre d'indépendance en tant qu'officier de la New Jersey Line. Après la guerre, Gilbert Imlay fait un voyage au Kentucky pour y effectuer des spéculations foncières. Là, il escroque un certain nombre de gens, parmi lesquels Daniel Boone, qui travaillait alors comme superviseur, en acceptant d'acheter des terres, mais en les revendant alors sans avoir payé l'acheteur initial. Des mandats d'arrêt sont émis contre lui, mais il réussit à échapper à ses créanciers et quitte son pays pour l'Angleterre en 1786.

## Carrière d'écrivain
L'ouvrage de Gilbert Imlay, A Topographical Description of the Western Territory of North America (Description topographique des territoires de l'ouest de l'Amérique du Nord) est publié à Londres en 1792 ; ses éditions ultérieures incluent en appendice les aventures de Daniel Boone (écrites par John Filson. Avec l'aide de Mary Wollstonecraft, Imlay s'essaie aussi au roman, et publie Les Émigrants en 1793. 

## La France et Mary Wollstonecraft
En 1793 également, au cours de la Révolution française, il devient un représentant diplomatique des États-Unis en France, tout en menant simultanément ses affaires. À l'époque où les forces britanniques font le blocus des ports français, il devient forceur de blocus. C'est là qu'il rencontre Mary Wollstonecraft. De façon à se protéger des dangers de la Révolution française, Mary Wollstonecraft, de nationalité britannique, se fait enregistrer à l'ambassade américaine comme étant la femme de Gilbert Imlay, bien qu'ils ne soient — et ne seront — jamais mariés. 
Après la naissance de leur fille, Fanny, Mary Wollstonecraft le suit à Paris. Il retourne presque immédiatement à Londres, laissant Mary Wollstonecraft et sa fille seules à Paris. Elle le rejoint une première fois à Londres en avril 1795, puis, après avoir effectué pour son compte un voyage de trois mois en Scandinavie, elle découvre en revenant à Londres, qu'il a une liaison avec une autre femme. Ceci met fin à leur relation, et Mary Wollstonecraft fait une tentative de suicide. Gilbert Imlay ne témoigne d'aucun intérêt pour le bien-être de sa fille, et, après la mort de Mary Wollstonecraft en 1797, c'est William Godwin (qui venait d'épouser Mary Wollstonecraft) qui élèvera Fanny Imlay,.